# Kontaktledning
En kontaktledning är en eller två oisolerade elektriska ledningar längs en bana eller väg, som överför elektrisk ström, till elektriska fordon som ellok, motorvagnar, tunnelbanetåg, spårvagnar eller trådbussar, via en strömavtagare på fordonet.

## Översikt
För rälsfordon används normalt endast en kontaktledning eftersom återledningen kan ske genom rälsen - antingen enfas växelström eller likström. Försök har gjorts med två kontaktledningar vilket med rälsen möjliggör tre-fas växelström, men har av praktiska skäl ej vunnit spridning.
För vägfordon (trådbuss, trådlastbil) används två kontaktledningar med likström och två strömavtagare. Vanligen förses fordonet med en jordfläta som släpar på vägen, för att fordonet inte skall bli strömförande om den ena strömavtagaren hoppar av.
I särskilda artiklar beskrives elektrifierad järnväg (översikt), matning av kontaktledningen och rälsåterledningen av returströmmen. Här beskrivs ej matning av likströmssystem.
Kontaktledningen är normalt inrättad som luftledning, det vill säga den har formen av en lina av metall, som hänger ovanför banan i dess längdriktning. Även strömförande skenor under jord, bredvid eller över spåret förekommer. Ordet "luftledning" används idag inte i järnvägssammanhang, och inte heller i spårvägssammanhang, tidigare har spårvägarnas kontaktledning benämnts som "luftledning". Luftledning kan i princip vara vilken spänningsförande blanktråd som helst som används som kraftledning, vanligtvis mellan kraftverk, ställverk och förbrukare.

## Hängande tråd

### För trådbussar

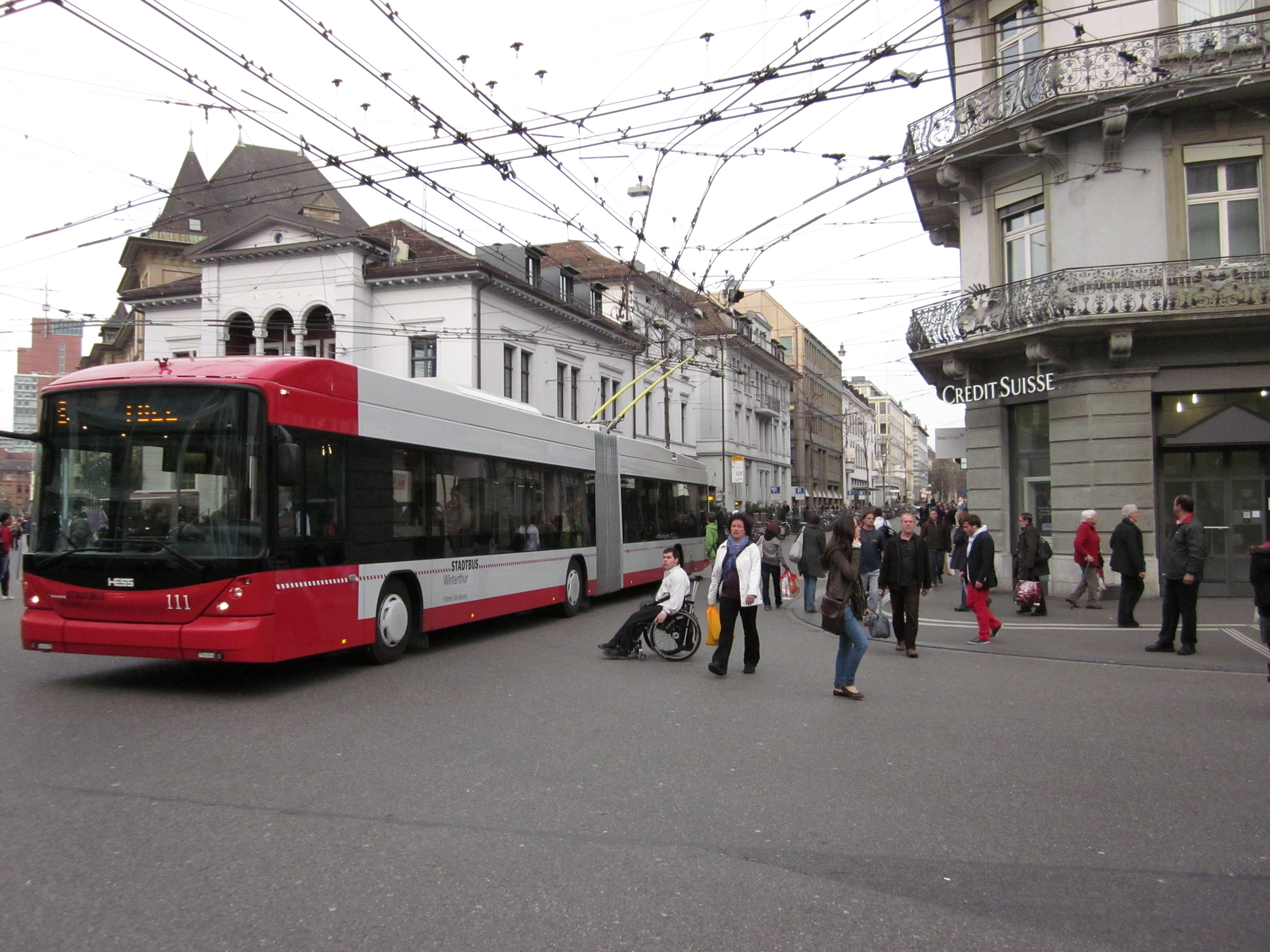
Trådbusskontaktledning med växlar i Winterthur, Schweiz.

Trådbussar har normalt två ledningar, en för spänningsmatning och en för återledning av strömmen. Två långarmade strömavtagare av isolerande material krävs, vilka har formen av spröt. Släpkontakten är formad som ett vridbart "U" som följer kontaktledningarna. "U"-delarna är med fjädrar spända mot färdriktningen. Vid förgreningspunkter finns kontaktledningsväxlar som styr in spröten på rätt ledning. Ibland hoppar strömavtagaren ur. Man stannar då bussen, och föraren går ut och riktar in avtagaren med hjälp av linor upp till varje avtagare. Moderna trådbussar kan även förflyttas kortare sträckor med hjälp av batteridrift eller bränsledriven hjälpgenerator.

### För spårvägar
Kontaktledning för spårvägar är i princip samma som för järnvägar men vanligen används ingen bärlina eftersom hastigheterna är låga. Vanligtvis används likström och lägre spänning mellan 600 och 750 volt.

## Kontaktskena ovanför vagnarna
Kontaktskena för järnväg, ovanför tågen, passar till samma tåg som kontaktledning. Används sällan och då främst i tunnlar och stationsbyggnader. Tråden i taket är utbytt mot en kontaktskena. Fördelen är att man med denna konstruktion inte behöver bygga tunneln lika hög som om man använt kontaktledning, vilket reducerar normalprofilen och således byggkostnader. I Sverige använder Citybanan denna teknik.

## Kontaktskena på marknivå

### För tunnelbana
Även kallad strömskena. Skenan sitter utanför den ena rälen. Strömavtagaren är en fjäderbelastad släparm fäst i varje boggi - en på vardera sidan. I växlar användes skenor på bägge sidorna, som är brutna i växelpunkten. I strömskena används alltid likström med en spänning på max 1000 Volt. Fördelen är främst att tunnlarna kan göras lägre. En järnväg måste ha fastställd höjd och bredd på tunnlar, medan ett tunnelbanesystem väljer en egen standard. En fördel är även att strömskenan kan överföra större strömmar (t.ex. upp till 6 000 ampere i Stockholms tunnelbana, 3000 kW per helt tåg) utan risk för att brinna av, vilket erfordras då många motorvagnar samtidigt skall kunna starta i ett system med lågspänning på max 1000 VDC.

### För järnväg
I bland annat pendeltågsnäten i Berlin och London används kontaktskena av tunnelbanetyp. I Londons nät förekommer även godstrafik, med diesellok. Tills 2007 gick även höghastighetståg av typen Eurostar från London till Paris och Bryssel, på den brittiska sidan med reducerad hastighet och försörjt från en kontaktskena.

### För spårväg
Vissa spårvägar har föredragit att placera kontaktledningen i en grav eller ränna nere i gatan. På så sätt är ledningen skyddad, samtidigt som kontaktledningen inte behöver påverka gatubilden. De flesta anläggningar av denna typ är idag nedlagda. Det mest kända exemplet är det på 1950-talet nedlagda nätet i London. I Bordeaux inrättades 2003 ett system med kontaktledningen i gatan för spårvägen. Den är här inte nedgrävd, utan ligger i gatunivå, men blir endast strömförande, när vagnen är ovanför (Meddelanden från Svenska Spårvägssällskapet 2006:4, s. 21-24).